# Eodonidae
Eodonidae zijn een uitgestorven familie van tweekleppigen uit de orde Carditida.